# 17è Congrés Nacional del Partit Comunista de la Xina
El 17è Congrés Nacional del Partit Comunista Xinès es va celebrar a Pequín, al Gran Saló del Poble del 15 al 21 d'octubre de 2007. El Congrés va marcar un canvi significatiu en la direcció política del país, ja que el secretari general del PCX, Hu Jintao, va consolidar la seva posició de lideratge. El Concepte de Desenvolupament Científic, doctrina política de Hu que va ser introduïda a la Constitució del Partit, pretenia crear una "Societat Socialista Harmoniosa" mitjançant la distribució igualitària de la riquesa i la preocupació per les persones amb menys recursos del país.
El Congrés també va establir l'escenari polític per a una transició cap a la cinquena generació de lideratge del partit sense fisures, presentant les estrelles polítiques en ascens Xi Jinping i Li Keqiang al Comitè Permanent del Politburo, el màxim òrgan de decisió del país. El vicepresident Zeng Qinghong, un important aliat de l'antic secretari general Jiang Zemin, es va retirar. El cap del partit contra l'empelt, Wu Guanzheng, i el cap de la Comissió Jurídica i Política, Luo Gan, també es van retirar per edat, substituïts per He Guoqiang i Zhou Yongkang en els seus respectius càrrecs.
Va ser succeït pel 18è Congrés Nacional del Partit Comunista Xinès.

## Importància
Un Congrés del Partit Comunista és un esdeveniment important en la política xinesa, ja que és on es decideix el lideratge de la República Popular de la Xina. El Comitè Permanent del Politburó pren decisions polítiques importants en nom d'aquest Congrés i el govern les implementa. Es calcula que el 17è Congrés del Partit va atreure més de 1.350 periodistes entre nacionals i estrangers.
Formalment, el Congrés escull el Comitè Central, que al seu torn escull el Buró Polític o Politburó. A la pràctica, però, aquestes posicions es negocien abans del congrés i aquest no actua mai com una assemblea deliberativa a l'estil democràtic occidental. Els candidats als càrrecs del partit són elegits invariablement per amplia majoria, amb una candidats estrictament escollits per a posicions molt controlades. Tanmateix, a vegades hi ha lloc per a votacions simbòliques de protesta ("no" o "abstenció") que avergonyeixen la direcció del partit, perquè aquesta és l'ocasió en què s'anuncien públicament els resultats de les deliberacions, i en què la direcció de la Xina s'enfronta a periodistes tant nacionals com estrangers en una roda de premsa posterior.
Des de mitjans dels anys vuitanta, el Partit Comunista ha intentat mantenir una successió suau i ordenada i evitar un culte a la personalitat, fent un canvi de líder cada deu anys en els congressos del partit. Aquests mecanismes s'han institucionalitzat per edats de jubilació obligatòries i disposicions tant a les constitucions del Partit com de l'Estat que limiten el mandat dels funcionaris a dos quinquennis.

### Segon mandat
En el 17è Congrés, Hu Jintao va ser escollit per a liderar un segon mandat com a secretari general del partit, preparant l'escenari per a la seva reelecció com a president del país a l'Assemblea Popular Nacional de març de 2008. Wen Jiabao va conservar el seu escó i va continuar exercint de primer ministre. A més, els congressos del partit en nombre imparell també han servit com a fòrums en els quals la màxima direcció ha institucionalitzat les seves opinions polítiques plasmant-les a la Constitució. La versió de Hu d'aquesta doctrina s'anomena Concepte de Desenvolupament Científic per desenvolupar una "societat harmònica socialista".

### Planificació de la successió
Més imprevisible va ser la selecció dels quadres més joves que finalment van ascendir al Politburó, l'òrgan de govern de facto de la Xina. La persona més jove al Politburó abans del congrés era dos anys més jove que Hu i, en conseqüència, es va especular que el successor de Hu no vindria dels membres que servien al Politburó, sinó de la generació més jove. Tot i que el tema de l'especulació sobre la successió és un tema tabú als mitjans de comunicació de la Xina continental, els mitjans internacionals especulaven els noms de Xi Jinping i Li Keqiang, que llavors exercirien com a cap del partit a Xangai i Liaoning, respectivament.

## Delegats
Van ser escollits un total de 2.213 delegats del partit mitjançant una sèrie d'eleccions esglaonades en les quals un nivell del partit tria els representants del nivell immediatament superior del partit. Altres 57 líders comunistes veterans (la majoria jubilats) van ser designats directament com a delegats. Aquest sistema té com a efecte que la direcció del partit a través del Departament d'Organització del Partit Comunista Xinès pot controlar les eleccions i bloquejar l'elecció de qualsevol persona que consideri inacceptable.
La gran majoria d'aquests eren quadres militars, però al voltant del 30% eren treballadors exemplars i hi havia uns 20 empresaris privats. El nombre de candidats preseleccionats pels Comitès Centrals locals va ser un 15% més del que el nombre de delegats requerit, permetent als membres locals del Congrés cert marge d'elecció. Els mitjans estatals van afirmar que això era "una millora respecte a les pràctiques anteriors" (5% més el 1997 i 10% més el 2002), però van assenyalar un fort control del procés electoral per part de les autoritats nacionals del partit. A més, els delegats electes havien de ser aprovats pel 17è Comitè d'Inspecció de l'Estat dels Delegats i el Comitè Central Nacional es va reservar el dret a "seleccionar alguns membres veterans del Partit com a delegats especialment convidats".
Dos destacats delegats van morir des que les eleccions van acabar l'abril de 2007, el major general Wang Shaojun i l'antic viceprimer ministre Huang Ju.

## Informe de Hu Jintao
L'informe principal del secretari general Hu Jintao va ser preparat per Wen Jiabao. Va durar més de dues hores, durant la primera sessió del Congrés el 15 d'octubre de 2007 i es va emetre a totes les principals estacions de televisió i ràdio del país. L'esdeveniment va suposar el primer discurs públic en directe de Hu des que va prendre el poder el 2002. Va posar molt èmfasi en la Perspectiva de Desenvolupament Científic com a ideologia rectora després de les Tres Representacions de Deng Xiaoping, amb l'objectiu de continuar amb el socialisme amb característiques xineses i arribar a una eventual societat harmònica socialista.
Els mitjans occidentals en van destacar la manca de novetat del discurs, sense referències a cap reforma política rellevant. A nivell nacional, però, la ideologia de Hu va ser novetat amb un enfocament més redistributiu. Hu va destacar la democràcia interna del partit i va repetir la paraula "democràcia" 60 vegades. A més, Hu va rebre un total de 40 aplaudiments, molt per sobre del rècord de Jiang de 16 cinc anys abans.
És rellevant la presència durant el discurs del successor de Mao, Hua Guofeng, que va assistir al Congrés com a delegat. Tots els membres supervivents del 14è i 15è Congressos estaven presents, inclosos els antics primers ministres Li Peng i Zhu Rongji, amb l'excepció de Qiao Shi .